# 100BaseVG
100BaseVG — стандарт 100 Мбіт/с Ethernet для передачі через чотири пари проводів категорії 3 UTP (відомих як голосовий клас (англ. voice grade), звідси і «VG»). Він також відомий, як 100VG-AnyLAN, тому що міг передавати як Ethernet, так і кадри token ring.
100BaseVG був спочатку запропонований Hewlett-Packard, ратифікований ISO в 1995 році і практично перестав використовуватись до 1998 року.

## 100VG-AnyLAN проти Fast Ethernet

### Мультиплексування
Замість стандарту Fast Ethernet для кабелів із витою парою, лише на 2 пари проводів, 100VG-AnyLAN використав усі чотири пари або в кабелі категорії витої пари категорії 3 або категорії 5. Завданнями проекту було уникнути радіочастотного випромінювання на більш високих частотах, необхідних для швидкого Ethernet, та використовувати існуючі електропроводки категорії 3, які більшість організацій встановили для підтримки 10-мегабітної витої пари Ethernet. Це мало додаткову перевагу в тому, що він менш сприйнятливий до зовнішніх джерел радіочастотних перешкод, таких як інші мережеві кабелі, флуоресцентні лампи та лінії високої потужності. Вони мультиплексували сигнал по всіх 8 проводах, тим самим знижуючи частоту і роблячи його більш надійним.

## Детермінування
Коли Ethernet став Fast Ethernet, він продовжував використовувати механізм Carrier Sense Multiple Access With Collision Detection (CSMA/CD) для управління трафіком по мережевому кабелю. 100VG скористався концепцією передачі токенів (маркерів), яка зробила ARCNET і Token Ring популярними, щоб забезпечити стабільну продуктивність незалежно від того, наскільки великою стала мережа. Він видалив відповідальність за передачу маркера з проводки та мережевих вузлів і розмістив його внутрішньо до концентраторів 100VG-AnyLAN. Ці концентратори містили обертовий токен, який ніколи не виходив із самого концентратора. Коли вузол хоче передавати дані, він відсилає запит на підключення до порту концентратора. Коли маркер передається через готовий порт концентратора, він відкриває трафік для цього вузла. Оскільки маркер залишається в концентраторі, йому не доводиться проходити довгі кабелі, що йдуть до кожного вузла, як у ARCNET і Token Ring, отже, стаючи швидшим за інші детерміновані стандарти мережі та менш сприйнятливим до проблем із кабелями, відмов мережевих карт і лінійні перешкоди. Тестування реального навантаження показало, що 100VG-AnyLAN досягає 95 % своєї теоретичної швидкості мережі, а не близько 45 %, як у Fast Ethernet при використанні концентраторів. Спочатку швидкі комутатори Ethernet не були звичним явищем через високу вартість та обмежену доступність, тому спочатку 100VG мав значну перевагу в продуктивності.